# Pia Tafdrup
Pia Tafdrup (ur. 29 maja 1952 roku w Kopenhadze) – duńska poetka i pisarka, tłumaczka. Członkini Akademii Duńskiej od 1989 roku.  

## Biografia
Dorastała w północnej Zelandii. W 1977 roku ukończyła studia na Uniwersytecie Kopenhaskim, gdzie studiowała język duński i sport. Potem pracowała m.in. jako nauczycielka w gimnazjum. W 1978 roku wyszła za literaturoznawcę Bo Hakona Jørgensena (ur. 1946), z którym ma dwóch synów.

## Twórczość
Zadebiutowała w 1981 roku. Uznawana za jedną z ważniejszych przedstawicielek duńskiej poezji lat 80. XX wieku. Jej poezję karakteryzuje się jako inspirowaną zarówno symbolizmem, romantyzmem, jak i modernizmem. W swojej poezji porusza kwestie egzystencjalne przy użyciu bardzo obrazowego i zmysłowego języka. Jednocześnie ważną rolę w jej twórczości odgrywa ciało kobiety, będące metaforą natury, jak i jej elementem. 
Jej twórczość tłumaczono na ponad 30 języków. Sama Tafdrup jest również tłumaczką, ze szwedzkiego na duński tłumaczyła twórczość m.in. Katariny Frostenson, Stiga Larssona, Edith Södergran, Birgitty Stenberg.

## Dzieła
- 1981 Når der går hul på en engel, tomik poetycki
- 1982 Intetfang, wiersze
- 1983 Den inderste zone, wiersze
- 1985 Springflod, wiersze
- 1986 Hvid feber, wiersze
- 1988 Døden i bjergene, sztuka teatralna
- 1988 Sekundernes bro, wiersze
- 1991 Over vandet går jeg
- 1992 Jorden er blå, sztuka teatralna
- 1992 Krystalskoven, wiersze
- 1994 Territorialsang, wiersze
- 1998 Dronningeporten, wiersze
- 1999 Tusindfødt, wiersze
- 1999 Digte 1981-83, wiersze
- 2000 Digte 1984-88, wiersze
- 2001 Digte 1989-98, wiersze
- 2002 Hvalerne i Paris, wiersze
- 2004 Hengivelsen, powieść
- 2006 Tarkovskijs heste, wiersze
- 2007 Springet over skyggen, tomik poetycki
- 2008 Stjerne uden land, powieść
- 2010 Trækfuglens kompas, wiersze
- 2012 Salamandersol, wiersze
- 2014 Smagen af stål, wiersze
- 2016 Lugten af sne, wiersze
- 2018 Synet af lys, wiersze

## Nagrody i wyróżnienia
- 1999 – Nagroda literacka Rady Nordyckiej za Dronningeporten
- 2001 – Order Daneborga
- 2006 – Nagroda Nordycka Akademii Szwedzkiej